# Flugplatz Schwäbisch Hall-Hessental

i7
i11
i13

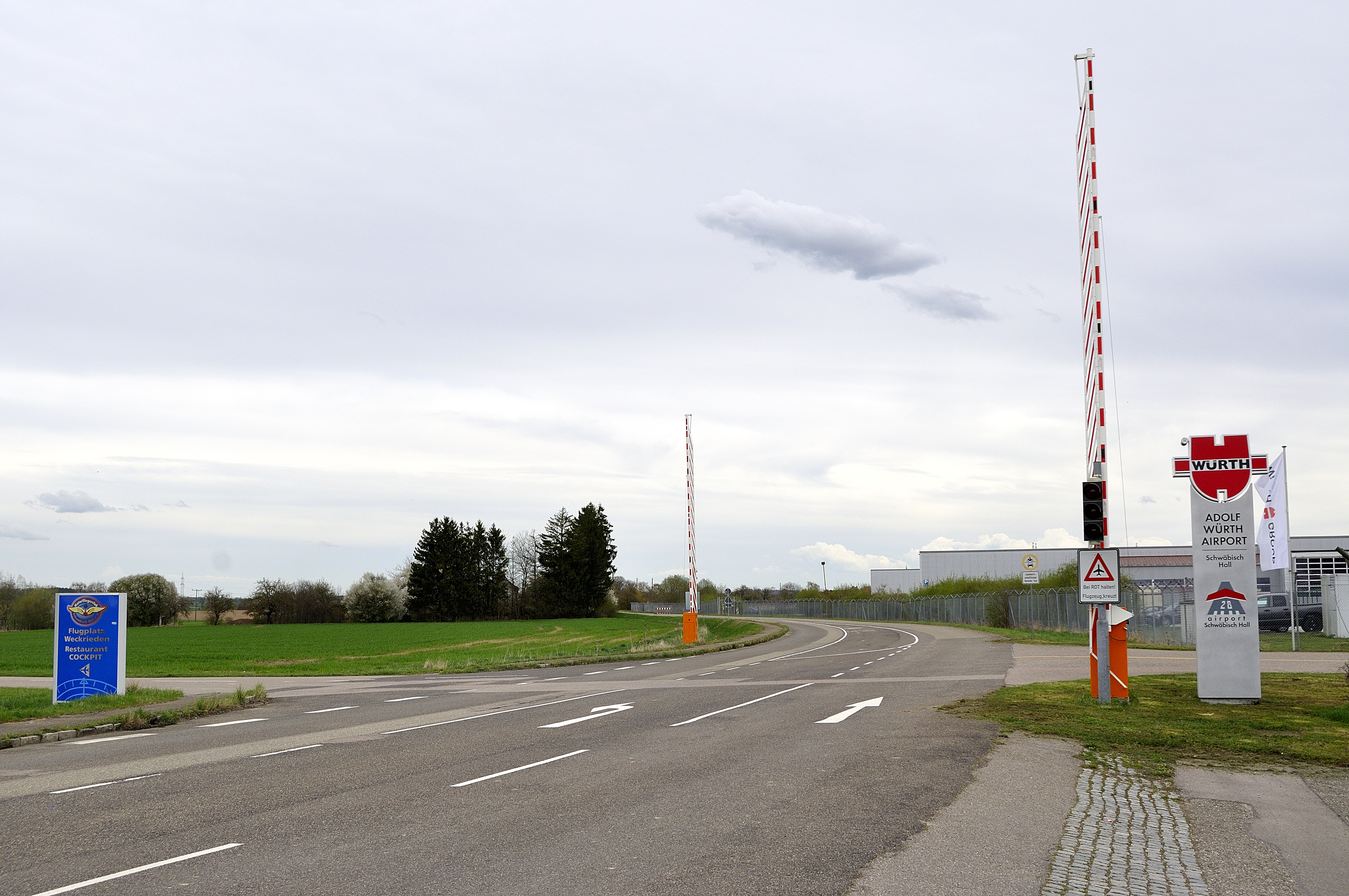
Kreuzung zwischen Rollweg und Straße

Der Flugplatz Schwäbisch Hall (auch: Adolf Würth Airport, ICAO-Code: EDTY) ist ein deutscher Verkehrslandeplatz bei Schwäbisch Hall in Baden-Württemberg. Der Flugplatz wurde nach dem Unternehmer Adolf Würth benannt und wird von der Würth-Gruppe betrieben.
700 m nördlich davon liegt der Flugplatz Schwäbisch Hall-Weckrieden mit einer Graspiste. Die beiden Flugplätze sind die einzigen Plätze in Deutschland, die über einen Rollweg miteinander verbunden sind. Über diesen Rollweg können Flugzeuge am Boden vom einen zum anderen Flugplatz rollen. Da der Rollweg über eine öffentliche Straße führt, existiert an der Straße eine mit Schranken abgesicherte Kreuzung. Die Schranken können von der Flugleitung bedient werden.

## Nutzung
Der Flugplatz ist zugelassen für Flugzeuge bis 14 t Höchstabfluggewicht (nach vorheriger Genehmigung bis 28 t), Hubschrauber, Motorsegler, Segelflugzeuge, Ballone, Fallschirmspringer, Hängegleiter und Ultraleichtflugzeuge. Er wird von regionalen Unternehmen als Geschäftsflugplatz und von ansässigen Vereinen für den Luftsport genutzt. Linien- bzw. Charterflüge werden nicht angeboten.

## Anfahrt
Mit dem Auto fährt man ab Schwäbisch Hall nach Osten in Richtung Altenhausen (Tüngental).

## Geschichte

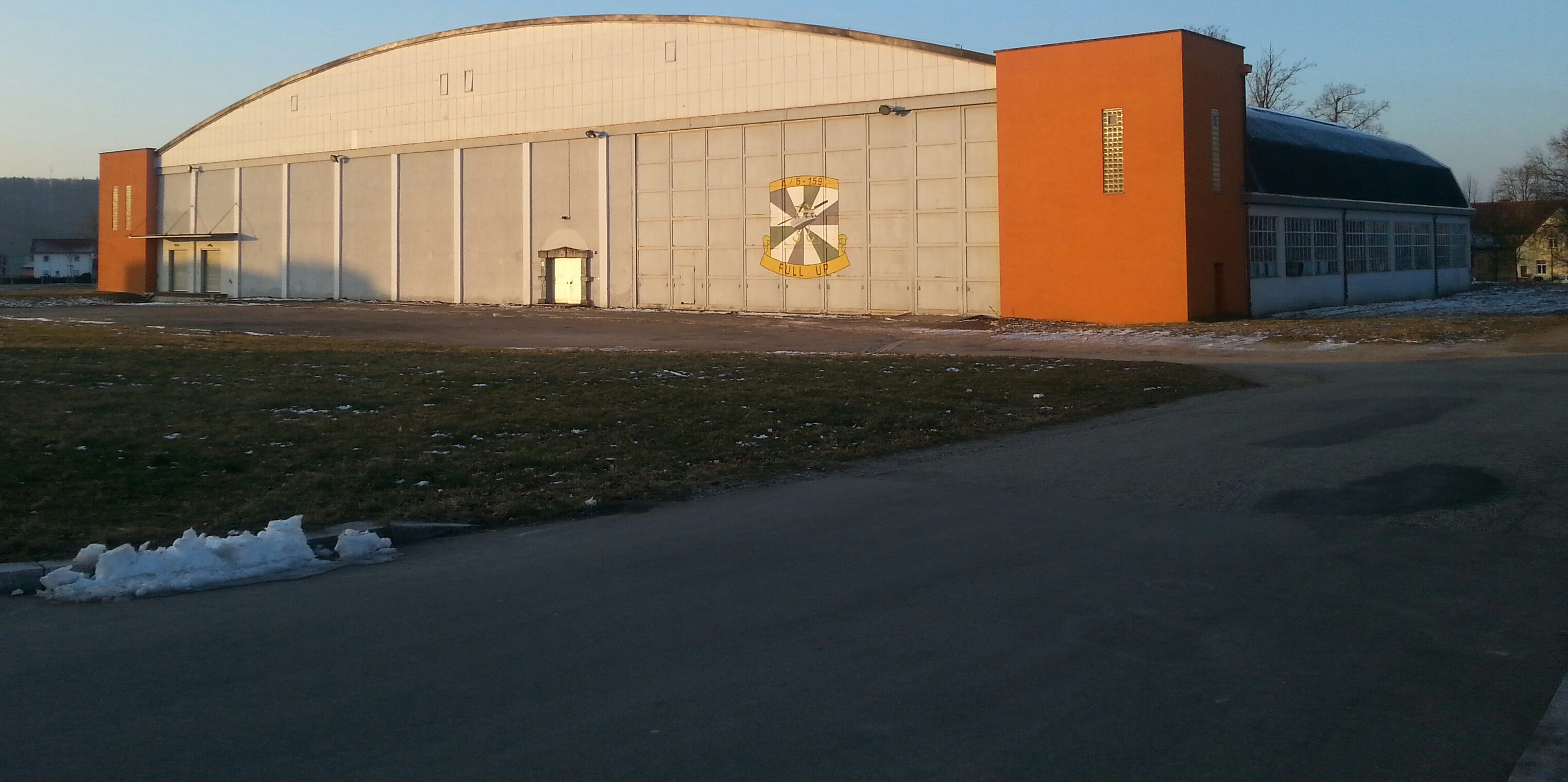
Hangar

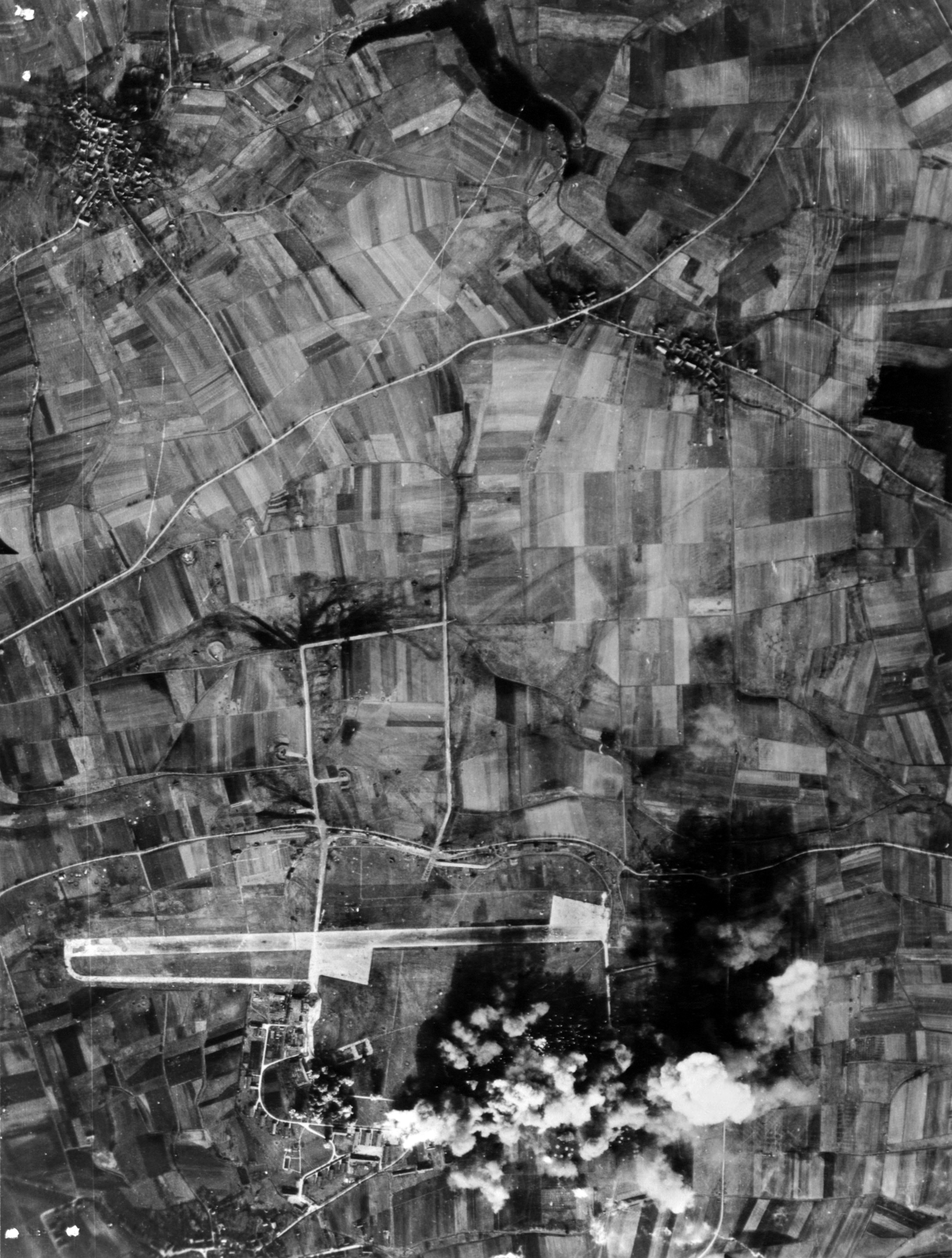
Bombenangriff auf die Montagehallen der Me 262 am 25. Februar 1945

Der Flugplatz Hessental wurde etwa 1935 als Teil des Fliegerhorstes Schwäbisch Hall-Hessental gegründet. Ab 1. Mai 1939 war hier die II. Gruppe des Kampfgeschwaders 53 beheimatet. Am 30. Juli 1940 entstand hier die IV. (Ergänzungs-)Gruppe des Kampfgeschwaders 51. Weiterhin stationierte die Luftwaffe hier Bomber, Aufklärer und Jäger (darunter Me 262). In einem getarnten Werk in der Nähe wurden diese Maschinen endmontiert.
Die folgende Tabelle zeigt eine Auflistung ausgesuchter fliegender aktiver Einheiten (ohne Schul- und Ergänzungsverbände) der Luftwaffe der Wehrmacht, die hier zwischen 1936 und 1945 stationiert waren.
| Von            | Bis            | Einheit                                            | Ausrüstung                                   |
| -------------- | -------------- | -------------------------------------------------- | -------------------------------------------- |
| April 1936     | Januar 1938    | III./KG 155 (III. Gruppe des Kampfgeschwaders 155) |                                              |
| April 1937     | April 1937     | II./KG 355                                         |                                              |
| Mai 1939       | September 1939 | II./KG 53                                          | Heinkel He 111P                              |
| Oktober 1939   | Januar 1940    | III./KG 76                                         | Dornier Do 17Z                               |
| Januar 1940    | Januar 1940    | II./KG 55                                          | Heinkel He 111P                              |
| Februar 1940   | Mai 1940       | III./KG 53                                         | Heinkel He 111P                              |
| Dezember 1941  | Januar 1942    | Teile der II./St.G. 1                              | Junkers Ju 87D                               |
| Mai 1942       | Mai 1942       | I./JG 53 (I. Gruppe des Jagdgeschwaders 53)        | Messerschmitt Bf 109F                        |
| April 1943     | Juli 1943      | III./KG 100                                        | Dornier Do 217K                              |
| Juli 1944      | September 1944 | 9./ZG 26 (9. Staffel des Zerstörergeschwaders 26)  | Messerschmitt Me 410                         |
| August 1944    | September 1944 | I./KG 40                                           |                                              |
| August 1944    | November 1944  | II./KG 51                                          | Messerschmitt Me 410A, Messerschmitt Me 262A |
| September 1944 | April 1945     | II./NJG 6                                          | Messerschmitt Bf 110, Junkers Ju 88G         |

Nach teilweiser Zerstörung des Fliegerhorsts 1944/45 wurde er von der US Army wieder aufgebaut und als Dolan Barracks bis 1993 benutzt. Ab 1994 erfolgte der Ausbau durch die regionale Industrie zu einem privaten Verkehrsflugplatz.
Im Jahr 2004 wurde die Start- und Landebahn auf 1540 Meter ausgebaut und ihre Ausrichtung von 08/26 auf 10/28 gedreht, um den an- und abfliegenden Verkehr von bewohnten Gebieten fernzuhalten.